# Agrilus kandaricus
Agrilus kandaricus é uma espécie de inseto do género Agrilus, família Buprestidae, ordem Coleoptera.
Foi descrita cientificamente por Gestro, 1877.